# Mariager Kommune
Mariager Kommune i Århus Amt blev dannet ved kommunalreformen i 1970. Ved strukturreformen i 2007 indgik den i Mariagerfjord Kommune sammen med bl.a. Arden Kommune, Hadsund Kommune og Hobro Kommune – Havndal valgdistrikt flyttede dog efter afstemning til Randers Kommune.

## Tidligere kommuner
Inden selve kommunalreformen blev 2 sognekommuner lagt sammen med Mariager Købstad og dens landsogn:
| Kommune                  | Folketal september 1965 | Byer     |
| ------------------------ | ----------------------- | -------- |
| Mariager Købstad         | 1.571                   | Mariager |
| Mariager landsogn        | 1.006                   |          |
| Hem-Sem                  | 605                     |          |
| Vester Tørslev-Svenstrup | 641                     |          |
| I alt                    | 3.823                   |          |

Begrebet købstad mistede sin betydning ved kommunalreformen, hvor yderligere 2 sognekommuner blev lagt sammen med Mariager Købstad til Mariager Kommune:
| Kommune             | Folketal 1. januar 1970 | Byer          |
| ------------------- | ----------------------- | ------------- |
| Mariager            | 3.788                   |               |
| Falslev-Vindblæs    | 2.475                   | Assens, Norup |
| Udbyneder-Kastbjerg | 1.800                   | Havndal       |
| I alt               | 8.063                   |               |

Vindblæs Sogn afgav området omkring Hadsund Syd til Hadsund Kommune, og Vester Tørslev Sogn afgav 25 matrikler til Hobro Kommune.

## Sogne
Mariager Kommune bestod af følgende sogne:
- Falslev Sogn (Onsild Herred)
- Hem Sogn (Onsild Herred)
- Kastbjerg Sogn (Gjerlev Herred)
- Mariager Sogn (Onsild Herred)
- Sem Sogn (Onsild Herred)
- Svenstrup Sogn (Onsild Herred)
- Udbyneder Sogn (Gjerlev Herred)
- Vester Tørslev Sogn (Nørhald Herred)
- Vindblæs Sogn (Gjerlev Herred)

## Borgmestre[5]
| Navn                      | Parti                                        | Periode   |
| ------------------------- | -------------------------------------------- | --------- |
| Ib Frederiksen            | Socialdemokratiet                            | 1970-1971 |
| Niels Madsen              | Socialdemokratiet                            | 1971-1975 |
| Jens Verner Madsen        | Socialdemokratiet                            | 1975-1978 |
| Chresten P. Stendahl      | Det Konservative Folkeparti                  | 1978-1986 |
| Jens Ole Søndergaard      | Socialdemokratiet, fra 1989 Samarbejdslisten | 1986-1998 |
| Erik Kirkegaard Mikkelsen | Det Konservative Folkeparti                  | 1998-2006 |